# Herrebro
Herrebro ist ein Ort mit bronzezeitlichen Felsritzungen sowie ein Handelsplatz- und Siedlungsgebiet der Eisenzeit, der Vendel- und der Wikingerzeit westlich von Norrköping in Östergötland in Schweden.

## Die Petroglyphen

Felsbildkonzentrationen in Schweden

Der Hügel umfasst eine Anzahl von Petroglyphen der Bronzezeit. Dazu  gehörten Adoranten, Radkreuze, Rahmenfiguren, Schiffe und Waffen. Die Felsritzungen wurden 1988 national bekannt, als die Straße E4 um die meisten der Reliktfelder herumgelegt wurde. Einige kleinere Felsaufschlüsse konnten nicht gerettet werden. Sie wurden aus dem Berg geschnitten und können im Norrköpings Stadsmuseum betrachtet werden.

## Der Handelsplatz

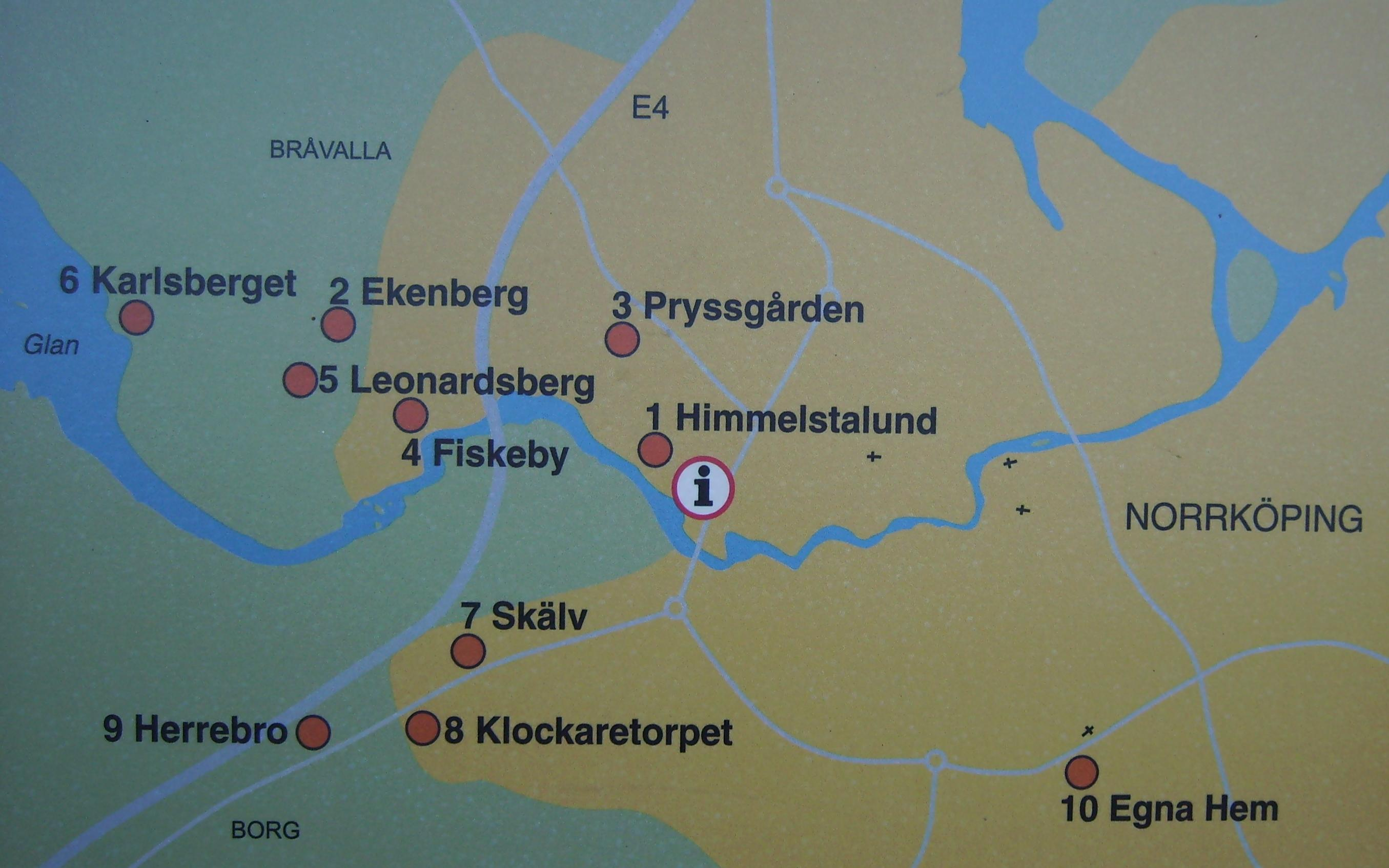
Karte - Herrebro links

1990 wurde ein Wohnplatz ausgegraben, der zumindest von der Vendel- bis zur Wikingerzeit Handel mit dem Hafen von Motala betrieben hat und ein wichtiger Handels- und Handwerkerplatz in Östergötland gewesen zu sein scheint. Die wahrscheinlich zeitgenössische Burg Stormannagården liegt wenige Kilometer entfernt. Die untersuchte Fläche war 180 × 20–100 Meter groß und enthielt etwa 80 Anordnungen bestehend aus Gruben, Herden und Pfostenlöchern. Die 0,2–0,3 m dicke Kulturschicht erbrachte Asche, Bootsnieten, Eisenmesser, Glasperlen und -mosaike, Keramik, Schuhwerk, Schleifsteine, gebrannten Ton und mehr. Schmuckperlen wurden vor Ort aus Glas hergestellt, während die Glasmosaiken vom Kontinent importiert wurden. Es wurden auch Schmieden und Schlacken im archäologischen Material nachgewiesen. Die Kulturschicht erstreckte sich auch auf einer Fläche von etwa von 100 × 20–30 m südlich des Untersuchungsgebietes. Kaum 200 Meter östlich fand man einen wikingerzeitlichen oder jüngeren Wohnplatz, der nicht untersucht wurde.